# Finalissima
Finalissima hoặc gọi chính thức là CONMEBOL–UEFA Cup of Champions, trước kia được gọi là European/South American Nations Cup và thường được gọi là Artemio Franchi Cup), là một trận đấu bóng đá liên lục địa chính thức được tổ chức bởi CONMEBOL và UEFA và được tranh tài bởi nhà vô địch Cúp bóng đá Nam Mỹ và Giải vô địch bóng đá châu Âu. Được tổ chức dưới hình thức một trận đấu bốn năm một lần, đây là trận đấu của đội tuyển quốc gia tương đương với Cúp bóng đá liên lục địa (Intercontinental Cup) giữa các nhà vô địch câu lạc bộ của châu Âu và Nam Mỹ. Giải đấu được tổ chức hai lần vào các năm 1985 và 1993 trước khi tạm dừng vô thời hạn. Giải đấu đã được khởi động lại bắt đầu từ năm 2022, nơi nó được gắn nhãn là Finalissima (tiếng Ý có nghĩa là "trận chung kết lớn"), sau khi ký Biên bản ghi nhớ giữa UEFA–CONMEBOL.

## Lịch sử

### Những phiên bản đầu tiên và sự bãi bỏ
Được tạo ra vào năm 1985 với tên gọi Cúp vô địch các quốc gia châu Âu/Nam Mỹ, nó còn được gọi là "Artemio Franchi Cup" do chiếc cúp của giải đấu, được đặt theo tên của Artemio Franchi, cựu chủ tịch UEFA, người đã chết trong một vụ tai nạn giao thông vào năm 1983. Nó được tổ chức chung giữa CONMEBOL và liên đoàn châu Âu, hoạt động như một trận siêu cúp liên lục địa. Cuộc thi dành cho đội tuyển quốc gia – tương đương với Cúp bóng đá liên lục địa ở cấp câu lạc bộ, diễn ra giữa những người chiến thắng Cúp C1 châu Âu/UEFA Champions League và Copa Libertadores. Cuộc thi được tổ chức bốn năm một lần, với địa điểm luân phiên giữa châu Âu và Nam Mỹ. Trận đấu diễn ra lần đầu tiên vào năm 1985, giữa đội vô địch UEFA Euro 1984, Pháp và đội vô địch Copa América 1983, Uruguay. Pháp tổ chức trận đấu tại Parc des Princes ở Paris và giành chiến thắng 2–0. Cuộc thi đã không diễn ra bốn năm sau đó, vì Hà Lan (vô địch UEFA Euro 1988) và Uruguay (vô địch Copa América 1987) không thể thống nhất về ngày diễn ra trận đấu. Giải đấu tiếp theo diễn ra vào năm 1993 giữa nhà vô địch Copa América 1991, Argentina, và đội vô địch UEFA Euro 1992, Đan Mạch. Argentina tổ chức trận đấu tại Estadio José María Minella ở Mar del Plata, và giành chiến thắng 5–4 trên chấm phạt đền sau khi hòa 1–1 sau hiệp phụ. Giải đấu đã bị dừng lại sau đó.
Artemio Franchi Cup có thể coi là tiền thân của King Fahd Cup/FIFA Confederations Cup, diễn ra lần đầu tiên vào năm 1992 và được FIFA tổ chức từ lần tổ chức thứ ba vào năm 1997. Giải đấu có tiêu đề những người nắm giữ chức vô địch châu lục và FIFA World Cup. Sau Cúp Liên đoàn các châu lục 2017, FIFA đã thông báo vào tháng 3 năm 2019 rằng giải đấu sẽ bị hủy bỏ.

### Tái khởi động
Vào ngày 12 tháng 2 năm 2020, UEFA và CONMEBOL đã ký một biên bản ghi nhớ mới nhằm tăng cường hợp tác giữa hai tổ chức. Là một phần của thỏa thuận, một ủy ban chung của UEFA–CONMEBOL đã xem xét khả năng tổ chức các trận đấu liên lục địa châu Âu–Nam Mỹ, cho cả bóng đá nam và nữ và ở các nhóm tuổi khác nhau. Vào ngày 28 tháng 9 năm 2021, UEFA và CONMEBOL xác nhận rằng nhà vô địch Giải vô địch bóng đá châu Âu và Cúp bóng đá Nam Mỹ sẽ đối đầu với nhau trong một trận đấu liên lục địa, với thỏa thuận ban đầu bao gồm ba phiên bản bắt đầu từ năm 2022. Vào ngày 15 tháng 12 năm 2021, UEFA và CONMEBOL một lần nữa ký một biên bản ghi nhớ mới kéo dài đến năm 2028, trong đó bao gồm các điều khoản cụ thể về việc mở văn phòng chung tại London và tiềm năng tổ chức các sự kiện bóng đá khác nhau. Vào ngày 22 tháng 3 năm 2022, UEFA thông báo rằng "CONMEBOL–UEFA Cup of Champions" sẽ là tên mới của Artemio Franchi Cup.
Trận đấu năm 2022, được gọi là "Finalissima", diễn ra giữa đội vô địch UEFA Euro 2020 (tổ chức vào năm 2021), Ý và đội vô địch Copa América 2021, Argentina, tại Sân vận động Wembley ở London, Anh. Argentina thắng trận 3–0 để giành danh hiệu thứ hai.
Một giải đấu tương đương dành cho nữ, Women's Finalissima giữa đội vô địch Giải vô địch bóng đá nữ châu Âu và Cúp bóng đá nữ Nam Mỹ, cũng đã được ra mắt, với phiên bản đầu tiên sẽ diễn ra vào năm 2023 tại Wembley giữa đội vô địch Giải vô địch bóng đá nữ châu Âu 2022 Anh và đội vô địch Cúp bóng đá nữ Nam Mỹ 2022 Brasil.

## Kết quả
| Năm  | Vô địch     | Tỷ số                | Á quân        | Sân vận động                        | Địa điểm                 | Khán giả |
| ---- | ----------- | -------------------- | ------------- | ----------------------------------- | ------------------------ | -------- |
| 1985 | · Pháp      | 2–0                  | · Uruguay     | Sân vận động Công viên các Hoàng tử | Paris, Pháp              | 20,405   |
| 1993 | · Argentina | 1–1 (s.h.p.) (5–4 p) | · Đan Mạch    | Sân vận động José María Minella     | Mar del Plata, Argentina | 34,683   |
| 2022 | · Argentina | 3–0                  | · Ý           | Sân vận động Wembley                | London, Anh              | 87,112   |
| 2025 | · Argentina | CXĐ                  | · Tây Ban Nha | CXĐ                                 | CXĐ                      | CXĐ      |

### Kết quả theo quốc gia
| Đội       | Vô địch        | Á quân   |
| --------- | -------------- | -------- |
| Argentina | 2 (1993, 2022) | —        |
| Pháp      | 1 (1985)       | —        |
| Uruguay   | —              | 1 (1985) |
| Đan Mạch  | —              | 1 (1993) |
| Ý         | —              | 1 (2022) |

### Kết quả theo liên đoàn
| Liên đoàn | Vô địch | Á quân |
| --------- | ------- | ------ |
| CONMEBOL  | 2       | 1      |
| UEFA      | 1       | 2      |